# Eugen Tomac
Eugen Tomac (ur. 27 czerwca 1981 w m. Ozerne w rejonie izmailiskim) – rumuński polityk i urzędnik państwowy, były sekretarz stanu, poseł do Izby Deputowanych, przewodniczący Partii Ruchu Ludowego (2013–2014, 2015, 2018–2020, od 2022), poseł do Parlamentu Europejskiego IX i X kadencji.

## Życiorys
W 2003 uzyskał licencjat z historii na Uniwersytecie Bukareszteńskim, a w 2005 magisterium na tej uczelni. W latach 2004–2006 był redaktorem magazynu historycznego, następnie dołączył do administracji prezydenta Traiana Băsescu jako urzędnik odpowiedzialny za relacje z diasporą. Od 2009 do 2012 był sekretarzem stanu w administracji rządowej, kierując departamentem ds. Rumunów poza granicami kraju. Następnie pełnił funkcję radcy stanu w kancelarii prezydenta.
W 2008 wstąpił do Partii Demokratyczno-Liberalnej. W 2012 z listy PDL uzyskał mandat posła do Izby Deputowanych w okręgu dla diaspory. W następnym roku wystąpił z partii, stając na czele nowego ugrupowania pod nazwą Partia Ruchu Ludowego. Kierował nim do 2014 i ponownie w 2015. W 2016 utrzymał mandat poselski na następną kadencję. W 2018 po raz trzeci został przewodniczącym ludowców.
W wyborach w 2019 uzyskał mandat posła do Parlamentu Europejskiego IX kadencji. W grudniu 2020 w wyborach parlamentarnych PMP nie przekroczyła progu wyborczego, w konsekwencji Eugen Tomac w tym samym miesiącu zrezygnował z przywództwa w partii. Powrócił jednak na funkcję przewodniczącego PMP w 2022. W 2024 z powodzeniem ubiegał się o reelekcję w wyborach europejskich (z listy koalicji skupionej wokół USR).